# Villaggio Racise
Villaggio Racise è un villaggio turistico montano della Sila Piccola. Il villaggio è una frazione del comune di Taverna paese della Provincia di Catanzaro.

## Storia
Villaggio Racise fa parte del comprensorio turistico montano della Sila Piccola, comprendente anche Villaggio Mancuso, Buturo e Tirivolo.
A differenza di Villaggio Mancuso, Villaggio Racise non si trova all'interno del Parco Nazionale della Sila, ma nell'immediato confine. Il Villaggio fu fondato come meta turistica per i catanzaresi amanti della montagna, ospitando numerose strutture ricettive di tipo alberghiero.

## Natura
Sorta presso il Lago del Passante, il villaggio è completamente immerso nella tipica vegetazione silana. Posto nella fascia climatica del Pino laricio, il pino caratteristico silano, a pochi chilometri di distanza dal villaggio si trova la Riserva naturale Coturelle Piccione.